# Tiricz Mir
Tiricz Mir (Tirać Mir) – położony w pn.-wsch. części Pakistanu długi grzbiet o kilkunastu wierzchołkach o wysokości powyżej 7000 m, najwyższy masyw Hindukuszu.
Najwyższą partię Tiricz Mir stanowią dwa szczyty: Tiricz Mir Środkowy (7706 m – najwyższy szczyt Hindukuszu) i Tiricz Mir Wschodni (7692 m), do których przywiera od północnego zachodu mur z czterema wierzchołkami: Tiricz Mir Zachodni I (7487 m), Tiricz Mir Zachodni II (7460 m), Tiricz Mir Zachodni III (7400 m) i Tiricz Mir Zachodni IV (7338 m). Na południe od głównego masywu znajduje się, oddzielony zwornikowym szczytem Tree Glacires Peak, samodzielny Mały Tiricz Mir (6361 m). Na północ od grzędy Tiricz Mir Zachodniego, na przedłużeniu grzbietu, ponad Niżni Lodowiec Tiricz wyrasta zaś Tiricz Mir Północny (6732 m).
U podnóży Tiricz Mir znajdują się lodowce Niżni Lodowiec Tiricz (na północy), Wyżni Lodowiec Tiricz (na północnym zachodzie) oraz Północny i Południowy Lodowiec Barum (na południowym wschodzie) i Dirgol (na południowym zachodzie). Ponad wstęgami lodowców ściany Tiricz Mir piętrzą się na wysokość względną 2,5 km.

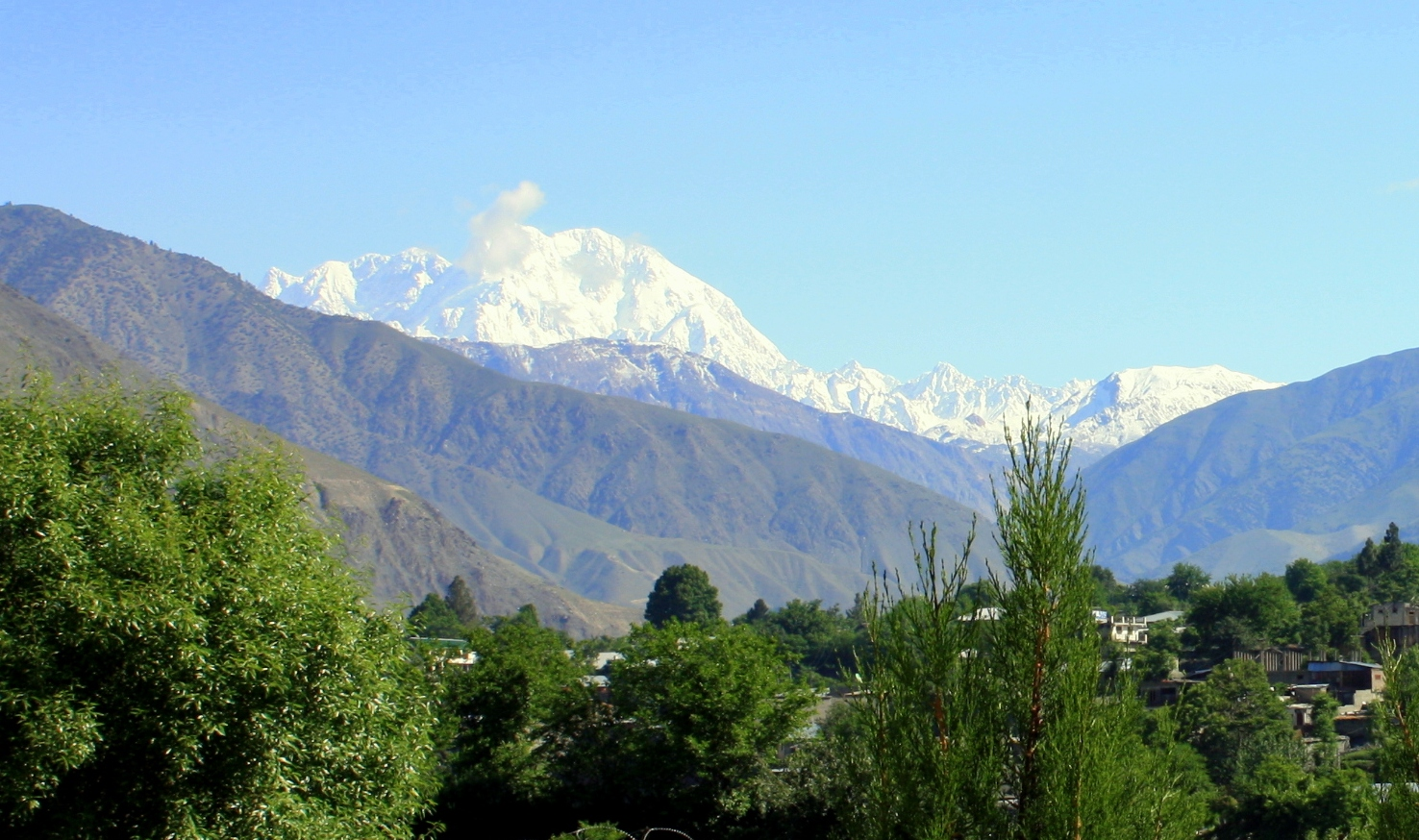
Tirać Mir widziany z miasta Chitral

## Pierwsze wejścia
- Tiricz Mir Środkowy – Jako pierwsi główny wierzchołek zdobyli uczestnicy norweskiej wyprawy kierowanej przez znanego filozofa i twórcę "ekologii głębokiej" Arne Næssa. 22 lipca 1950 roku na szczycie stanął Per Kvenberg, a dzień po nim uczynili to Henry Berg, Arne Næss i Anglik Tony Streather.
- Tiricz Mir Wschodni – W 1964 roku Arne Næss poprowadził kolejną wyprawę w masyw Tiricz Mir. Tym razem celem było wejście na wschodni wierzchołek, czego udało się dokonać 25 lipca Ralfowi Hoibakkowi i Andersowi Opdalowi.
- Tiricz Mir Północny – 4 września 1965 Maria Antonina Diemberger, Kurt Diemberger, Herwig Handler i Franz Lindner (Austria)
- Tiricz Mir Zachodni I – 20 lipca 1967 Ján Červínka, Ivan Gálfy, Vlastimil Šmida i Ivan Urbanovič (Czechosłowacja; wraz ze zdobytym podczas tej samej wyprawy głównym wierzchołkiem Tiricz Mira były to pierwsze szczyty siedmiotysięczne, zdobyte przez Czechosłowaków).[3]
- Mały Tiricz Mir – 1969 M. W. H. Day, R. A. Summerton i J. Anderson z angielsko-pakistańskiej wyprawy wojskowej pod kierownictwem J. W. Fleminga oraz Mumtaza Khana i Azhara Hussaina.
- Tiricz Mir Zachodni IV – 6 sierpnia 1967 Kurt Diemberger i Dietmar Proske (Austria)
- Tiricz Mir Zachodni II – 19 sierpnia 1974 Beppe Re i Guido Machetto (Włochy)
- Tiricz Mir Zachodni III – 30 lipca 1974 Guy Lucazeau oraz J. Mambre, S. Sarthou, J. Lemoine i M. Pompei a 1 sierpnia G. Pastillo, M. Breuil i Maria Amy (Francja)

## Filmy
1. Tak daleko do szczytu z 1978 w reż. Anny Teresy Pietraszek (produkcja Interpress Film)[1].